# Protestantyzm w Kentucky

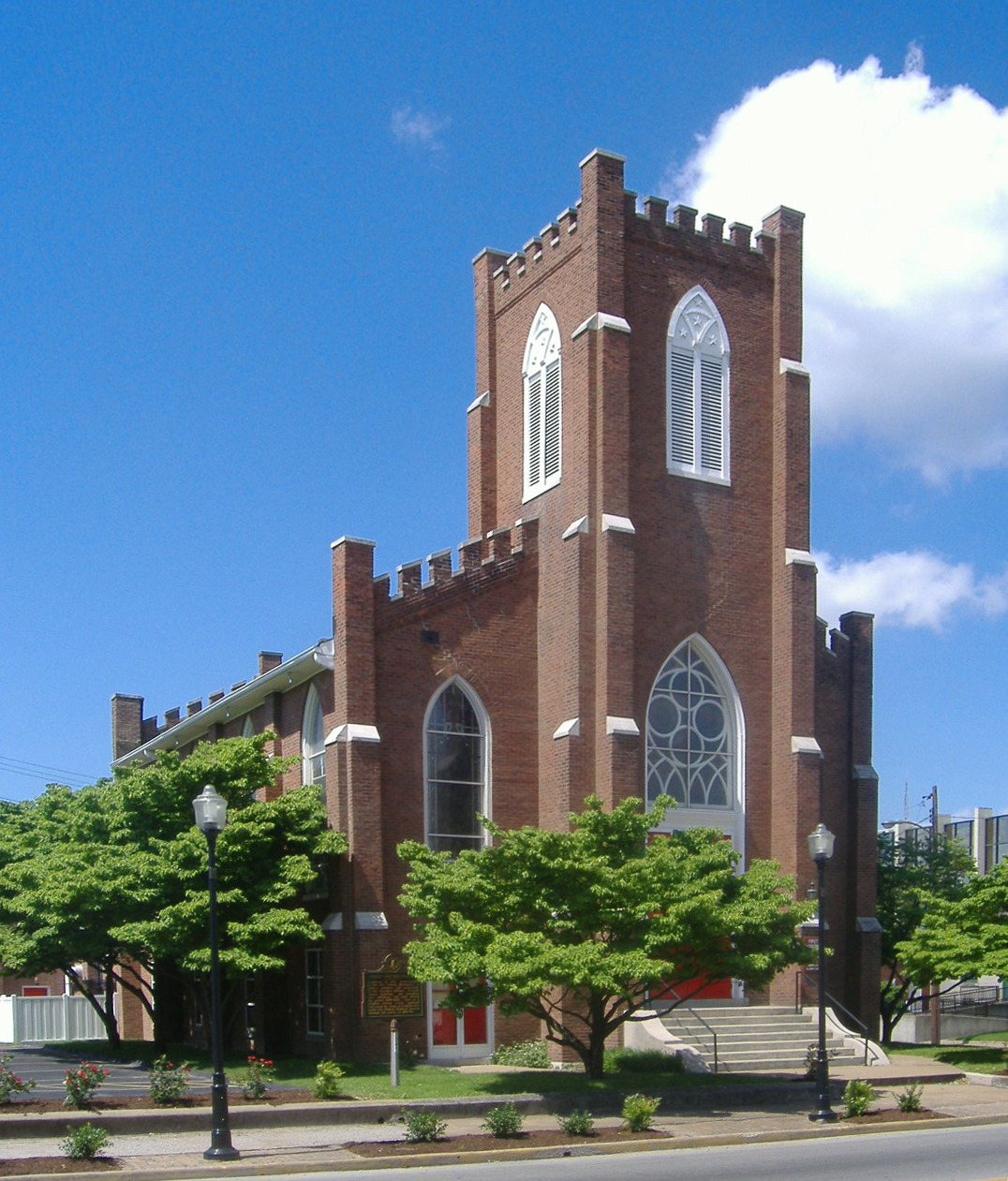
Pierwszy Kościół Prezbiteriański w Hopkinsville

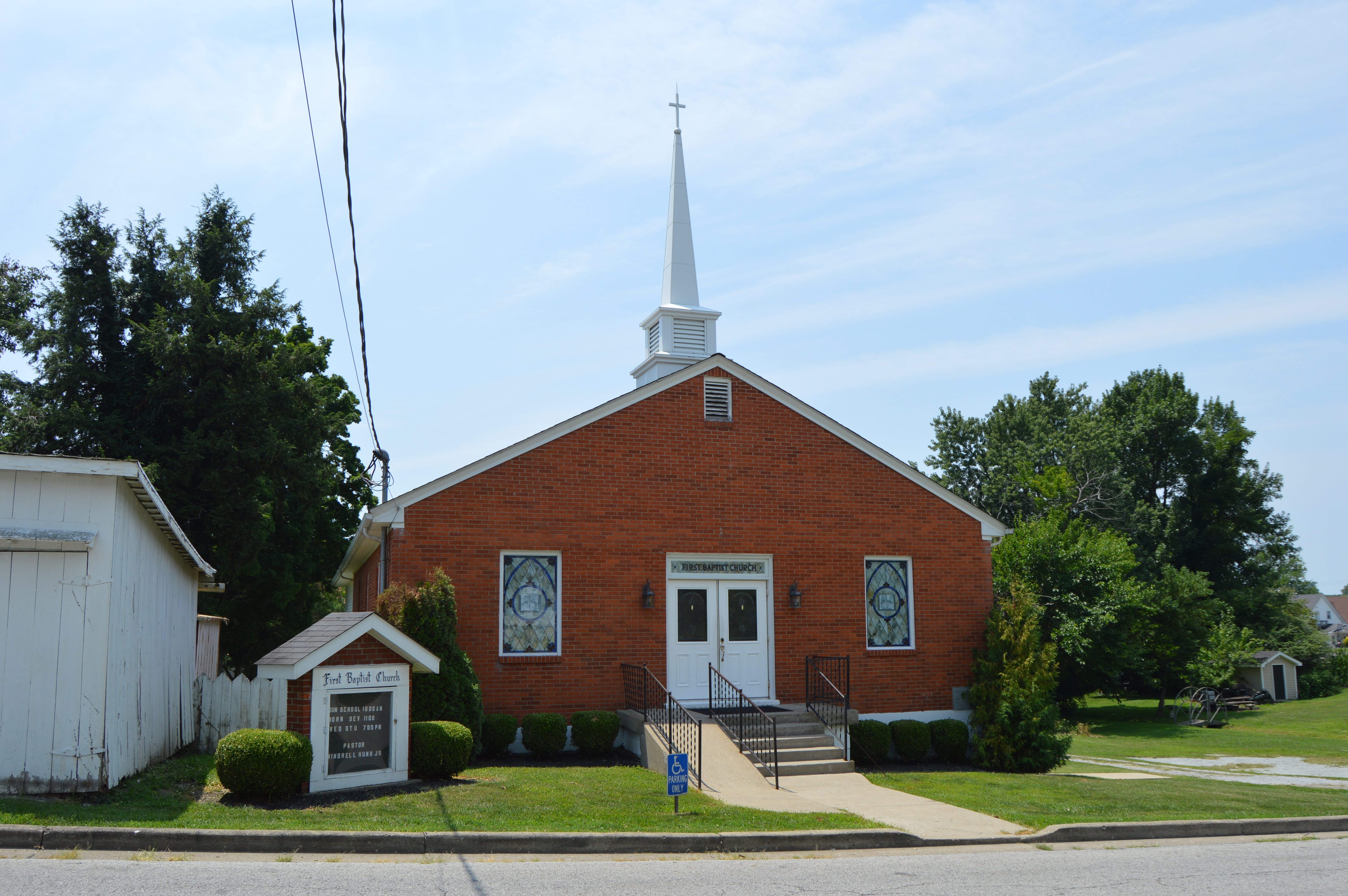
Pierwszy Kościół Baptystyczny w Springfield

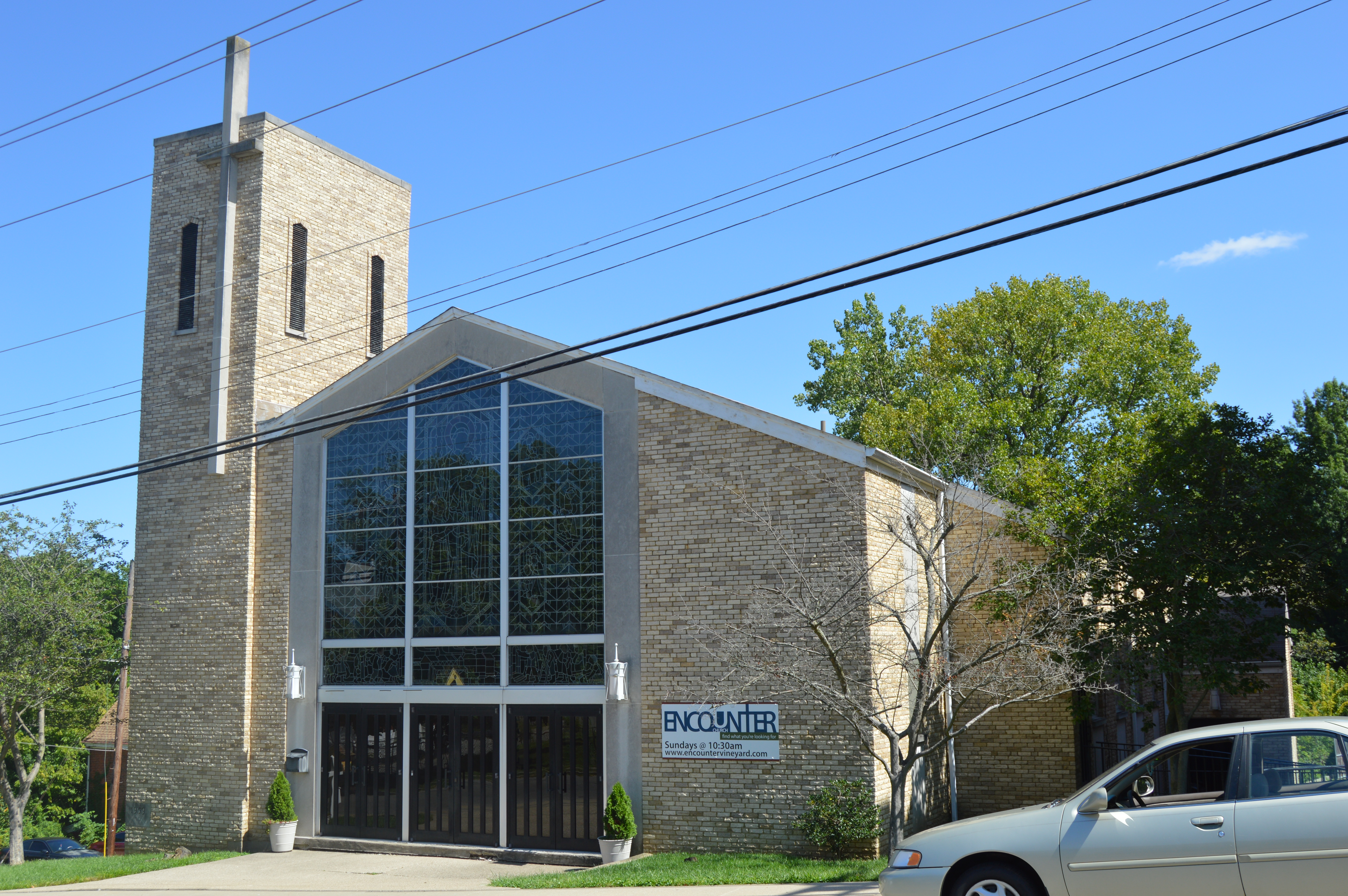
Kościół zielonoświątkowy w Newport

Protestantyzm w Kentucky – wyznawcy protestanckich wspólnot religijnych w amerykańskim stanie Kentucky stanowią 65% ludności. Protestantyzm reprezentowany jest przez trzy główne nurty: ewangelikalizm (49%), protestantyzm głównego nurtu (11%) i historycznych czarnych protestantów (5%). Największe wyznania stanowią: baptyści (36%), zielonoświątkowcy (8%), metodyści (5%), bezdenominacyjni (5%) i campbellici (4%). Inne mniejsze grupy to: prezbiterianie, luteranie, anglikanie, amisze, adwentyści dnia siódmego i mennonici.
Według sondażu Pew Research Center w 2014 roku odpowiedzi mieszkańców stanu na pytania w sprawie wiary były następujące:
- 75% – „Absolutnie, na pewno wierzę w Boga”,
- 12% – „Prawie na pewno wierzę w Boga”,
- 2% – „Niezbyt pewnie wierzę w Boga”,
- 1% – „Nie wiem, czy wierzę w Boga”,
- 8% – „Nie wierzę w Boga”,
- 2% – inna odpowiedź.

## Dane statystyczne
Największe wspólnoty protestanckie w stanie Kentucky według danych z 2010 roku:
| Lp. | Kościół                                         | Liczba zborów | Liczba członków | Procent ludności |
| --- | ----------------------------------------------- | ------------- | --------------- | ---------------- |
| 1.  | Południowa Konwencja Baptystyczna               | 2520          | 1 004 407       | 23,15%           |
| 2.  | Zjednoczony Kościół Metodystyczny               | 914           | 189 596         | 4,37%            |
| 3.  | Kościoły Chrześcijańskie i Kościoły Chrystusowe | 382           | 137 241         | 3,16%            |
| 4.  | Bezdenominacyjni                                | 354           | 68 184          | 1,57%            |
| 5.  | Kościoły Chrystusowe                            | 607           | 57 388          | 1,32%            |
| 6.  | Kościół Chrześcijański (Uczniowie Chrystusa)    | 227           | 55 034          | 1,27%            |
| 7.  | Kościół Boży (Cleveland)                        | 245           | 41 216          | 0,95%            |
| 8.  | Kościół Prezbiteriański USA                     | 190           | 28 224          | 0,65%            |
| 9.  | Zbory Boże                                      | 167           | 22 578          | 0,52%            |
| 10. | Narodowa Konwencja Baptystyczna USA             | 45            | 22 336          | 0,51%            |
| 11. | Progresywna Narodowa Konwencja Baptystyczna     | 15            | 20 160          | 0,46%            |
| 12. | Kościół Nazarejczyka                            | 131           | 17 672          | 0,41%            |
| 13. | Kościół Episkopalny                             | 71            | 17 278          | 0,4%             |
| 14. | Narodowe Stowarzyszenie Wolnej Woli Baptystów   | 135           | 15 275          | 0,35%            |
| 15. | Kościół Boży (Anderson)                         | 126           | 10 152          | 0,23%            |
| 16. | Kościół Prezbiteriański Cumberland              | 100           | 9566            | 0,22%            |
| 17. | Zjednoczony Kościół Zielonoświątkowy            | 92            |                 |                  |
| 18. | Afrykański Kościół Metodystyczno-Episkopalny    | 56            | 8730            | 0,2%             |
| 19. | Amisze                                          | 62            | 8172            | 0,19%            |
| 20. | Kościół Adwentystów Dnia Siódmego               | 61            | 7739            | 0,18%            |
| 21. | Chrześcijański i Misyjny Sojusz                 | 22            | 6517            | 0,15%            |
| 22. | Kościół Ewangelicko-Luterański w Ameryce        | 32            | 6441            | 0,15%            |
| 23. | Kościół Luterański Synodu Missouri              | 29            | 5750            | 0,13%            |
| 24. | Zjednoczony Kościół Chrystusa                   | 27            | 5728            | 0,13%            |
| 25. | Armia Zbawienia                                 | 18            | 4856            | 0,11%            |
| 26. | Vineyard USA                                    | 11            | 4689            | 0,11%            |
| 27. | Kościół Bożych Proroctw                         | 73            | 4490            | 0,1%             |